# Сан-Жуан-де-Вер
Сан-Жуан-де-Вер (порт. São João de Ver; МФА: [ˈsɐ̃w ʒu.ˈɐ̃w dɨ ˈveɾ]) — парафія в Португалії, у муніципалітеті Санта-Марія-да-Фейра. Розташована в західній частині країни, на теренах історичної португальської провінції Бейра. Входить до складу округу Авейру. За адміністративним поділом, чинним до 1976 року, терени парафії були складовою провінції Берегове Дору. Належить до Авейрівської діоцезії Католицької церкви. Патрон — Іван Хреститель. Площа — 15,3745 км². Населення — 10579 ос. (2011). Середньо урбанізований регіон. Густота населення — 688,09 осіб/км²
. Код — 010926.

## Географія

Санта-Марія-да-Фейра (2013)
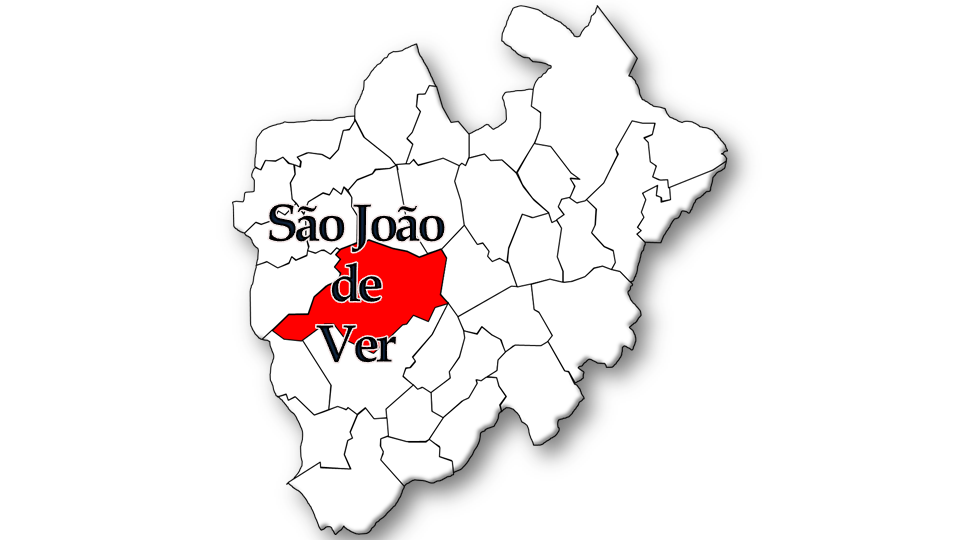
Сан-Жуан-де-Вер

## Населення
| Кількість мешканців | Кількість мешканців | Кількість мешканців | Кількість мешканців | Кількість мешканців | Кількість мешканців | Кількість мешканців | Кількість мешканців | Кількість мешканців | Кількість мешканців | Кількість мешканців | Кількість мешканців | Кількість мешканців | Кількість мешканців | Кількість мешканців |
| ------------------- | ------------------- | ------------------- | ------------------- | ------------------- | ------------------- | ------------------- | ------------------- | ------------------- | ------------------- | ------------------- | ------------------- | ------------------- | ------------------- | ------------------- |
| 1864                | 1878                | 1890                | 1900                | 1911                | 1920                | 1930                | 1940                | 1950                | 1960                | 1970                | 1981                | 1991                | 2001                | 2011                |
| 1 650               | 1 721               | 1 973               | 1 991               | 2 280               | 2 417               | 2 739               | 3 190               | 3 659               | 4 556               | 4 506               | 5 233               | 6 981               | 8 816               | 10 579              |